# تراسي دير
تراسي دير هي كاتبة سيناريو ومخرجة كندية، ولدت في 28 فبراير 1978 في كاناواكي في كندا.

## روابط خارجية
- تراسي دير على موقع IMDb (الإنجليزية)
- تراسي دير على موقع قاعدة بيانات الفيلم (الإنجليزية)